# Letharia vulpina
Letharia vulpina je žlutý keříčkovitý lišejník, který se vyskytuje v Severní Americe, Eurasii a přilehlé severní Africe. Latinské vulpina i anglické wolf lichen ukazuje na fakt, že se dříve v Evropě používaly do jedových návnad na vlky a lišky, obsahuje totiž jedovatou kyselinu vulpinovou . Tento lišejník se však používal také na výrobu barviv a indiáni využívali jedů na výrobu otrávených šípů. Kmen Okanagan z tohoto lišejníku vyráběl slabý léčivý čaj .
Letharia vulpina se rozmnožuje sorediemi, pohlavně jen zřídka. Dosahuje velikosti od 1 do 12 cm. Vyskytuje se v suchých jehličnaých lesích. Upřednostňuje staré stromy.